# Équipe du Pérou féminine de basket-ball
Maillots
Actualités
L’équipe du Pérou féminine de basket-ball est la sélection des meilleures joueuses péruviennes de basket-ball.

## Parcours en compétitions internationales

### Parcours en Championnat du monde
Voici le parcours de l’équipe du Pérou en Championnat du monde
- 1953 : 7e
- 1957 : 11e
- 1964 : 7e
- 1983 : 13e

### Parcours en Championnat des Amériques
Voici le parcours de l’équipe du Pérou en Championnat des Amériques :
- 1989:  8e